# Кубок Англії з футболу 1950—1951
Кубок Англії з футболу 1950—1951 — 70-й розіграш найстарішого футбольного турніру у світі, Кубка виклику Футбольної Асоціації, також відомого як Кубок Англії. Вчетверте титул здобув Ньюкасл Юнайтед.

## Перший раунд
| Дата                      | Господарі                  | Рахунок | Гості                    |
| ------------------------- | -------------------------- | ------- | ------------------------ |
| 25 листопада              | Честер                     | 1:2     | Бредфорд Парк-Авеню      |
| 25 листопада              | Дарлінгтон                 | 2:7     | Ротергем Юнайтед         |
| 25 листопада              | Борнмут енд Боском Атлетік | 1:0     | Колчестер Юнайтед        |
| 25 листопада              | Бристоль Сіті              | 4:0     | Глостер Сіті             |
| 25 листопада              | Рочдейл                    | 3:1     | Віллінгтон               |
| 25 листопада              | Редінг                     | 3:1     | Челтнем Таун             |
| 25 листопада              | Ноттінгем Форест           | 6:1     | Торкі Юнайтед            |
| 25 листопада              | Кру Александра             | 4:0     | Норт Шилдс               |
| 25 листопада              | Лінкольн Сіті              | 1:1     | Саутпорт                 |
| 28 листопада Перегравання | Саутпорт                   | 3:2     | Лінкольн Сіті            |
| 25 листопада              | Гейнсборо Триніті          | 0:3     | Плімут Аргайл            |
| 25 листопада              | Скарборо                   | 1:2     | Ріл                      |
| 25 листопада              | Рексем                     | 1:0     | Аккрінгтон Стенлі        |
| 25 листопада              | Бішоп Окленд               | 2:2     | Йорк Сіті                |
| 29 листопада Перегравання | Йорк Сіті                  | 2:1     | Бішоп Окленд             |
| 25 листопада              | Бристоль Роверз            | 1:1     | Лланеллі                 |
| 28 листопада Перегравання | Лланеллі                   | 1:1     | Бристоль Роверз          |
| 4 грудня Перегравання     | Бристоль Роверз            | 3:1     | Лланеллі                 |
| 25 листопада              | Норвіч Сіті                | 2:0     | Вотфорд                  |
| 25 листопада              | Гластонбері                | 1:2     | Ексетер Сіті             |
| 25 листопада              | Бредфорд Сіті              | 2:2     | Олдем Атлетік            |
| 28 листопада Перегравання | Олдем Атлетік              | 2:1     | Бредфорд Сіті            |
| 25 листопада              | Карлайл Юнайтед            | 2:1     | Барроу                   |
| 25 листопада              | Крістал Пелес              | 1:4     | Міллволл                 |
| 25 листопада              | Вустер Сіті                | 1:4     | Гартлпул Юнайтед         |
| 25 листопада              | Віттон Альбіон             | 1:2     | Нельсон                  |
| 25 листопада              | Саутенд Юнайтед            | 0:3     | Свіндон Таун             |
| 25 листопада              | Менсфілд Таун              | 1:0     | Волтемстоу Авеню         |
| 25 листопада              | Бромсгроув Роверз          | 1:3     | Герефорд Юнайтед         |
| 25 листопада              | Порт Вейл                  | 3:2     | Нью-Брайтон              |
| 25 листопада              | Галіфакс Таун              | 2:3     | Ашингтон                 |
| 25 листопада              | Ньюпорт Каунті             | 4:2     | Волсолл                  |
| 25 листопада              | Клітор Мур Селтік          | 0:5     | Транмер Роверз           |
| 25 листопада              | Олдершот                   | 2:2     | Бромлі                   |
| 29 листопада Перегравання | Бромлі                     | 0:1     | Олдершот                 |
| 25 листопада              | Гілфорд Сіті               | 1:5     | Дартфорд                 |
| 25 листопада              | Тутінг-енд-Мітчем Юнайтед  | 2:3     | Брайтон енд Гоув Альбіон |
| 25 листопада              | Челмсфорд Сіті             | 2:2     | Тонбрідж                 |
| 29 листопада Перегравання | Тонбрідж                   | 0:1     | Челмсфорд Сіті           |
| 25 листопада              | Лейтон Орієнт              | 1:2     | Іпсвіч Таун              |
| 25 листопада              | Лінбі Кольєрі              | 1:4     | Джиллінгем               |

## Другий раунд
До другого раунду увійшли переможці першого раунду. 
| Дата                   | Господарі                | Рахунок | Гості                      |
| ---------------------- | ------------------------ | ------- | -------------------------- |
| 9 грудня               | Ашингтон                 | 1:2     | Рочдейл                    |
| 9 грудня               | Бристоль Сіті            | 2:1     | Рексем                     |
| 9 грудня               | Редінг                   | 4:0     | Дартфорд                   |
| 9 грудня               | Кру Александра           | 2:2     | Плімут Аргайл              |
| 13 грудня Перегравання | Плімут Аргайл            | 3:0     | Кру Александра             |
| 9 грудня               | Бристоль Роверз          | 2:2     | Джиллінгем                 |
| 13 грудня Перегравання | Джиллінгем               | 1:1     | Бристоль Роверз            |
| 18 грудня Перегравання | Бристоль Роверз          | 2:1     | Джиллінгем                 |
| 9 грудня               | Брайтон енд Гоув Альбіон | 2:0     | Іпсвіч Таун                |
| 9 грудня               | Ріл                      | 0:1     | Норвіч Сіті                |
| 9 грудня               | Міллволл                 | 1:1     | Бредфорд Парк-Авеню        |
| 13 грудня Перегравання | Бредфорд Парк-Авеню      | 0:1     | Міллволл                   |
| 9 грудня               | Ексетер Сіті             | 3:0     | Свіндон Таун               |
| 9 грудня               | Гартлпул Юнайтед         | 1:2     | Олдем Атлетік              |
| 9 грудня               | Порт Вейл                | 3:2     | Нельсон                    |
| 9 грудня               | Саутпорт                 | 1:3     | Карлайл Юнайтед            |
| 9 грудня               | Йорк Сіті                | 2:1     | Транмер Роверз             |
| 9 грудня               | Герефорд Юнайтед         | 0:3     | Ньюпорт Каунті             |
| 9 грудня               | Ротергем Юнайтед         | 3:1     | Ноттінгем Форест           |
| 9 грудня               | Олдершот                 | 3:0     | Борнмут енд Боском Атлетік |
| 9 грудня               | Челмсфорд Сіті           | 1:4     | Менсфілд Таун              |

## Третій раунд
| Дата                  | Господарі                | Рахунок | Гості                   |
| --------------------- | ------------------------ | ------- | ----------------------- |
| 6 січня               | Бристоль Сіті            | 2:1     | Блекберн Роверз         |
| 6 січня               | Лестер Сіті              | 0:3     | Престон Норт-Енд        |
| 6 січня               | Ноттс Каунті             | 3:4     | Саутгемптон             |
| 6 січня               | Астон Вілла              | 2:0     | Бернлі                  |
| 6 січня               | Болтон Вондерерз         | 2:0     | Йорк Сіті               |
| 6 січня               | Грімсбі Таун             | 3:3     | Ексетер Сіті            |
| 10 січня Перегравання | Ексетер Сіті             | 4:2     | Грімсбі Таун            |
| 6 січня               | Сандерленд               | 2:0     | Ковентрі Сіті           |
| 6 січня               | Дербі Каунті             | 2:2     | Вест-Бромвіч Альбіон    |
| 10 січня Перегравання | Вест-Бромвіч Альбіон     | 0:1     | Дербі Каунті            |
| 6 січня               | Лутон Таун               | 2:0     | Портсмут                |
| 6 січня               | Шеффілд Юнайтед          | 1:0     | Ґейтсгед                |
| 6 січня               | Стокпорт Каунті          | 2:1     | Брентфорд               |
| 6 січня               | Ньюкасл Юнайтед          | 4:1     | Бері                    |
| 6 січня               | Квінз Парк Рейнджерс     | 3:4     | Міллволл                |
| 6 січня               | Фулгем                   | 1:0     | Шеффілд Венсдей         |
| 6 січня               | Нортгемптон Таун         | 3:1     | Барнслі                 |
| 6 січня               | Вест Гем Юнайтед         | 2:1     | Кардіфф Сіті            |
| 6 січня               | Брайтон енд Гоув Альбіон | 2:1     | Честерфілд              |
| 6 січня               | Манчестер Юнайтед        | 4:1     | Олдем Атлетік           |
| 6 січня               | Норвіч Сіті              | 3:1     | Ліверпуль               |
| 6 січня               | Плімут Аргайл            | 1:2     | Вулвергемптон Вондерерз |
| 6 січня               | Галл Сіті                | 2:0     | Евертон                 |
| 6 січня               | Гаддерсфілд Таун         | 2:0     | Тоттенгем Готспур       |
| 6 січня               | Менсфілд Таун            | 2:0     | Свонсі Сіті             |
| 6 січня               | Ньюпорт Каунті           | 3:2     | Редінг                  |
| 6 січня               | Чарльтон Атлетік         | 2:2     | Блекпул                 |
| 10 січня Перегравання | Блекпул                  | 3:0     | Чарльтон Атлетік        |
| 6 січня               | Арсенал                  | 0:0     | Карлайл Юнайтед         |
| 11 січня Перегравання | Карлайл Юнайтед          | 1:4     | Арсенал                 |
| 6 січня               | Лідс Юнайтед             | 1:0     | Мідлсбро                |
| 6 січня               | Сток Сіті                | 2:2     | Порт Вейл               |
| 8 січня Перегравання  | Порт Вейл                | 0:1     | Сток Сіті               |
| 6 січня               | Ротергем Юнайтед         | 2:1     | Донкастер Роверз        |
| 6 січня               | Бірмінгем Сіті           | 2:0     | Манчестер Сіті          |
| 9 січня               | Рочдейл                  | 2:3     | Челсі                   |
| 10 січня              | Бристоль Роверз          | 5:1     | Олдершот                |

## Четвертий раунд
У цьому раунді зіграли переможці попереднього етапу.
| Дата                  | Господарі               | Рахунок | Гості                    |
| --------------------- | ----------------------- | ------- | ------------------------ |
| 27 січня              | Блекпул                 | 2:1     | Стокпорт Каунті          |
| 27 січня              | Бристоль Сіті           | 1:0     | Брайтон енд Гоув Альбіон |
| 27 січня              | Престон Норт-Енд        | 0:2     | Гаддерсфілд Таун         |
| 27 січня              | Вулвергемптон Вондерерз | 3:1     | Астон Вілла              |
| 27 січня              | Сандерленд              | 2:0     | Саутгемптон              |
| 27 січня              | Дербі Каунті            | 1:3     | Бірмінгем Сіті           |
| 27 січня              | Лутон Таун              | 1:2     | Бристоль Роверз          |
| 27 січня              | Шеффілд Юнайтед         | 0:0     | Менсфілд Таун            |
| 31 січня Перегравання | Менсфілд Таун           | 4:2     | Шеффілд Юнайтед          |
| 27 січня              | Ньюкасл Юнайтед         | 3:2     | Болтон Вондерерз         |
| 27 січня              | Манчестер Юнайтед       | 4:0     | Лідс Юнайтед             |
| 27 січня              | Міллволл                | 0:1     | Фулгем                   |
| 27 січня              | Галл Сіті               | 2:0     | Ротергем Юнайтед         |
| 27 січня              | Ексетер Сіті            | 1:1     | Челсі                    |
| 31 січня Перегравання | Челсі                   | 2:0     | Ексетер Сіті             |
| 27 січня              | Ньюпорт Каунті          | 0:2     | Норвіч Сіті              |
| 27 січня              | Арсенал                 | 3:2     | Нортгемптон Таун         |
| 27 січня              | Сток Сіті               | 1:0     | Вест Гем Юнайтед         |

## П'ятий раунд
На цьому етапі зіграли переможці попереднього раунду.
| Дата                   | Господарі               | Рахунок | Гості            |
| ---------------------- | ----------------------- | ------- | ---------------- |
| 10 лютого              | Блекпул                 | 2:0     | Менсфілд Таун    |
| 10 лютого              | Челсі                   | 1:1     | Фулгем           |
| 14 лютого Перегравання | Фулгем                  | 2:0     | Челсі            |
| 10 лютого              | Вулвергемптон Вондерерз | 2:0     | Гаддерсфілд Таун |
| 10 лютого              | Сандерленд              | 3:1     | Норвіч Сіті      |
| 10 лютого              | Бристоль Роверз         | 3:0     | Галл Сіті        |
| 10 лютого              | Манчестер Юнайтед       | 1:0     | Арсенал          |
| 10 лютого              | Сток Сіті               | 2:4     | Ньюкасл Юнайтед  |
| 10 лютого              | Бірмінгем Сіті          | 2:0     | Бристоль Сіті    |

## Шостий раунд
На цьому етапі зіграли переможці попереднього раунду.
| Дата                   | Господарі               | Рахунок | Гості                   |
| ---------------------- | ----------------------- | ------- | ----------------------- |
| 24 лютого              | Блекпул                 | 2:0     | Фулгем                  |
| 24 лютого              | Сандерленд              | 1:1     | Вулвергемптон Вондерерз |
| 28 лютого Перегравання | Вулвергемптон Вондерерз | 3:1     | Сандерленд              |
| 24 лютого              | Ньюкасл Юнайтед         | 0:0     | Бристоль Роверз         |
| 28 лютого Перегравання | Бристоль Роверз         | 1:3     | Ньюкасл Юнайтед         |
| 24 лютого              | Бірмінгем Сіті          | 1:0     | Манчестер Юнайтед       |

## Півфінали
У півфіналах зіграли команди, що перемогли на попередньому етапі.
| Дата                    | Господарі               | Рахунок | Гості                   |
| ----------------------- | ----------------------- | ------- | ----------------------- |
| 10 березня              | Блекпул                 | 0:0     | Бірмінгем Сіті          |
| 14 березня Перегравання | Бірмінгем Сіті          | 1:2     | Блекпул                 |
| 10 березня              | Ньюкасл Юнайтед         | 0:0     | Вулвергемптон Вондерерз |
| 14 березня Перегравання | Вулвергемптон Вондерерз | 1:2     | Ньюкасл Юнайтед         |

## Фінал
| 28 квітня 1951 |

| Ньюкасл Юнайтед  | 2:0      | Блекпул |
| ---------------- | -------- | ------- |
| Мілберн 50', 55' | Протокол |         |

| Вемблі, Лондон Глядачів: 100 000 Арбітр: Вільям Лінг |